# Risa Hontiveros
Ana Theresia Hontiveros y Navarro de Baraquél (nacida el 24 de febrero de 1966), popularmente conocida como Risa Hontiveros, es una política, activista socialista y periodista filipina que se desempeña como senadora desde 2016. Anteriormente se desempeñó como representante de Akbayan en la Cámara de Representantes de Filipinas de 2004 a 2010. Es hermana mayor de los periodistas y presentadores de televisión Gringgay y Pia Hontiveros.